# Exetastes atlanticus
Exetastes atlanticus là một loài tò vò trong họ Ichneumonidae.